# Singles +
『Singles +』（シングルス・プラス）は、THE BOOMが1999年2月27日に発表した4枚目のベスト・アルバム。

## 概要
本作は、Sony Records在籍時のシングルをほぼ発売順に網羅した2枚組の本格的なベスト・アルバム。長らくアルバム未収録であった「恐怖の昼休み」も初収録。ボーナス・トラック集のDISC.2には、THE BOOM&矢野顕子の「それだけでうれしい」、MIYA & YAMIの「神様の宝石でできた島」など数多のコラボレーションを収録した貴重なアルバムである。

### リイシュー
2003年1月1日、THE BOOMの『紅白歌合戦』出場を記念して、2002年に宮沢和史がアルフレッド・カセーロとアルゼンチンで収録された「島唄」と国立代々木競技場で同じく宮沢和史がアルフレッド・カセーロと5万人の日本代表サポーターと歌った「島唄」を収録した2曲入りの特典DVDを同梱した『Singles+α』を発売した。

## 収録曲

### DISC.1 Single Tracks
1. 君はTVっ子 (4:02)
2. 星のラブレター (4:05)
3. 気球に乗って (3:01)
4. 逆立ちすれば答えがわかる (2:50)
5. 恐怖の昼休み (2:54)
6. みちづれ (3:08)
7. 島唄（オリジナル・ヴァージョン） (5:03)
8. 月さえも眠る夜 (5:18)
9. 真夏の奇蹟 (4:13)
10. 有罪 (4:27)
11. berangkat－ブランカ－ (6:08)
12. 帰ろうかな (5:09)
13. 風になりたい (3:41)
14. 手紙 (5:06)
15. 時がたてば (4:43)

### DISC.2 Bonus Tracks
1. 釣りに行こう（THE BOOM&矢野顕子） (4:27)
2. それだけでうれしい（THE BOOM&矢野顕子） (5:35)
3. 島唄（ウチナーグチ・ヴァージョン） (5:03)
4. 神様の宝石でできた島 （MIYA&YAMI） (6:03)
5. 二人のハーモニー（宮沢和史&矢野顕子） (4:44)
6. 中央線 (5:02)

### DISC.3　DVD（『Singles+α』のみ）
1. 島唄／宮沢和史&アルフレッド・カセーロ（LIVE AT アルゼンチン）
2. 島唄／宮沢和史&アルフレッド・カセーロ（LIVE AT 国立代々木競技場）